# توريكو
توريكو (باليابانية: トリコ، بالروماجي: Toriko) هي سلسلة مانغا يابانية من تأليف ورسم ميتسوتوشي شيمابوكورو، نشرت من قبل شوئيشا في مجلة شونن جمب الأسبوعية، في 19 مايو عام 2008 حتى 21 نوفمبر عام 2016،تم تجميع فصول المانغا من قبل شوئيشا في 43 مجلد تانكوبون، نشرت في 4 نوفمبر 2008 حتى 31 ديسمبر 2016.  أنتجت إلى أنمي تلفزيوني من قبل استوديو توي أنيميشن، عرض الأنمي في 3 أبريل عام 2011 واستمر عرضه حتى 30 مارس عام 2014، وتكون من 147 حلقة. 

## القصة
تدور أحداث القصة توريكو هو ذواق الذي يبحث عن أغلى الأطعمة في العالم حتى يتمكن من إعداد قائمة الطعام الكاملة.

## الشخصيات

### الشخصيات الرئيسية
توريكو (باليابانية:  トリコ، بالروماجي: Toriko)
مؤدي الصوت: ريوتارو أوكيايو
كوماتسو (باليابانية: 小松، بالروماجي: Komatsu)
مؤدية الصوت: رومي باكو

### شخصيات أخرى
كوكو (باليابانية: ココ، بالروماجي: Koko)
مؤدي الصوت: تاكاهيرو ساكوراي
ساني (باليابانية: サニー، بالروماجي: Sanī)
مؤدي الصوت: ميتسوؤو إيواتا
زيبرا (باليابانية: ゼブラ، بالروماجي: Zebura)
مؤدي الصوت: كينجي ماتسودا
زونغايه (باليابانية: ゾンゲ، بالروماجي: Zongeh)
مؤدي الصوت: تومويوكي شيمورا
جيرو (باليابانية: 次郎، بالروماجي: Jirō)
مؤدي الصوت: توشيوكي موريكاوا
إيتشيريو (باليابانية: 一龍، بالروماجي: Ichiryū)
مؤدي الصوت: كينيو هوريوتشي
شيغيماتسو (باليابانية: 茂松، بالروماجي:  Shigematsu)
مؤدي الصوت: كوجي إيشي
مانسامو (باليابانية: マンサム، بالروماجي: Mansamu)
مؤدي الصوت: جوروتا كوسوغي
رين (باليابانية: 鈴، بالروماجي: Rin)
مؤدية الصوت: أسامي تانو

## وصلات خارجية
- موقع المانغا الرسمي على شونن جمب الأسبوعية (باليابانية)
- موقع الأنمي الرسمي على توي أنيميشن (باليابانية)
- موقع المانغا الرسمي على فيز ميديا
- موقع المانغا الرسمي على مادمان إنترتنمنت
- توريكو على موقع IMDb (الإنجليزية)
- توريكو على موقع كينوبويسك (الروسية)
- توريكو على موقع قاعدة بيانات الفيلم (الإنجليزية)
- توريكو على موقع ANN anime (الإنجليزية)
- توريكو على موقع ANN manga (الإنجليزية)